# Port lotniczy Jorge Newbery
Port lotniczy Jorge Newbery – lotnisko obsługujące połączenia krajowe w Buenos Aires, w Argentynie. Kod IATA: AEP, Kod ICAO: SABE.

## Linie lotnicze i połączenia
- Aerolíneas Argentinas (Asunción, Bahía Blanca, Bariloche, Catamarca, Comodoro Rivadavia, Córdoba, Corrientes, El Calafate, Esquel, Formosa, Kurytyba, La Rioja, Mar del Plata, Mendoza, Montevideo, Neuquén, Parana, Posadas, Puerto Iguazú, Punta del Este, Resistencia, Río Cuarto, Río Gallegos, Río Grande, Rosario, Salta, São Paulo-Guarulhos, San Juan, San Luis, San Martín de los Andes, San Rafael, San Salvador de Jujuy, Santa Fe, Santa Rosa, Santiago de Chile, Santiago del Estero, Termas de Rio Hondo, Trelew, Tucumán, Ushuaia, Viedma)
- Amaszonas (Asunción, Montevideo)
- Avianca Argentina (Mar del Plata, Rosario, Santa Fe)
- Brindabella Airlines (Montevideo)
- Gol Transportes Aéreos (São Paulo-Guarulhos)
- LATAM Chile (Bariloche, Comodoro Rivadavia, Córdoba, Mendoza, Neuquén, Puerto Iguazú, Río Gallegos, Salta, Santiago de Chile, São Paulo-Guarulhos, Tucumán, Ushuaia)
- Omni Air International (Bariloche, Comodoro Rivadavia, Córdoba, Iguacu, Mendoza, Puerto Iguazú, Puerto Madryn, Salta, San Salvador de Jujuy, Tucumán)